# 콜상
콜상(Cole Prize)은 미국 수학회가 수여하는 22개의 상 중 하나로, 하나는 대수학에 대한 뛰어난 공헌에 수여하고 다른 하나는 수론에 대한 뛰어난 공헌을 한 사람에게 수여한다. 이 상은 25년 동안 학회에 근무한 프랭크 넬슨 콜 (Frank Nelson Cole)의 이름을 따서 명명되었다. 대수학 콜 상은 콜이 은퇴 선물로 받은 기금을 통해 직접 자금을 조달했다. 나중에 그의 아들이 상금을 늘렸다.
이 상은 지난 6년 동안 발표된 대수학 (3년마다 수여) 또는 수론 (3년마다 수여) 분야의 주목할 만한 연구업적을 기록한 사람들에게 주어지며, 이 업적은 인정받으려면 심사평가 기관에 출판되어야 한다.

## 콜 대수 상 수상자 목록
| 년도 | 수상자 이름                  | 업적 |
| 1928 | 레너드 유진 딕슨             | “대수학과 그 정수론”이라는 저서를 발표한 공로 |
| 1939 | 에이브러햄 에이드리언 앨버트 | 리만 행렬의 구성에 관한 논문을 발표한 공로 |
| 1944 | 오스카 자리스키              | 대수다양체에 관한 4개의 논문을 발표한 공로 |
| 1949 | 리하르트 브라우어            | “일반 그룹 문자가 있는 아르틴의 L-함수에 관하여”라는 논문을 발표한 공로                                                                                               |
| 1954 | 하리시찬드라 메로트라        | 반대되는 단순 리 대수와 군의 표현에 관한 논문들을 발표한 공로 |
| 1960 | 서지 랭                      | “다변수 함수체에 대한 비분류 등급 군 이론”에 대한 논문을 발표한 공로                                                                                                  |
| 1960 | 맥스웰 로젠리히트            | “일반화된 야코비안 다양체”와 “일반화된 야코비안의 보편적 매핑 속성”에 대한 논문들을 발표한 공로                                                                       |
| 1965 | 월터 페이트                  | “홀수차 군의 해결 가능성”에 대한 논문들을 발표한 공로 |
| 1965 | 존 그리그슨 톰프슨           | “홀수차 군의 해결 가능성”에 대한 논문들을 발표한 공로 |
| 1970 | 존 R. 스톨링스               | “무한히 많은 끝을 가진 비틀림 없는 군에 관하여”라는 논문을 발표한 공로                                                                                                |
| 1970 | 리처드 스완                  | “코호몰로지 1차원의 그룹”이라는 논문을 발표한 공로 |
| 1975 | 하이먼 배스                  | “단위 대수 K-이론”이라는 논문을 발표한 공로 |
| 1975 | 대니얼 퀼런                  | “고등 대수 K-이론”이라는 논문을 발표한 공로 |
| 1980 | 마이클 애쉬바허              | “홀수 차수 분야에 대한 셰밸리 군의 특성화”라는 논문을 발표한 공로 |
| 1980 | 멜빈 호크스터                | “가환환의 호몰로지 이론의 주제”라는 논문을 발표한 공로 |
| 1985 | 조지 루스티그                | 리 유형군의 유한군 표현 이론에 대한 기초적인 연구를 한 공로 |
| 1990 | 모리 시게후미                | 대수 다양체 분류에 관해 뛰어난 업적을 남긴 공로 |
| 1995 | 미셸 레이노                  | 아비앙카르의 추측에 대한 해결책을 마련한 공로 |
| 1995 | 데이비드 하바터              | 아비앙카르의 추측에 대한 해결책을 마련한 공로 |
| 2000 | 안드레이 수슬린              | 모티브 코호몰로지에 관해 연구를 한 공로 |
| 2000 | 아이즈 요한 데 종            | 일반적으로 유한한 지도에 의한 특이점 해결에 관해 연구를 한 공로 |
| 2003 | 나카지마 히라쿠              | 표현 이론과 기하학에 대한 연구를 한 공로 |
| 2006 | 콜라르 야노스                | 합리적으로 연결된 변종 이론에 있어서 뛰어난 업적과 존 포브스 내시의 추측에 대한 연구를 한 공로                                                                        |
| 2009 | 크리스토퍼 하콘              | 고차원 쌍합리 대수기하학에 대한 작업을 한 공로 |
| 2009 | 제임스 맥커넌                | 고차원 쌍합리 대수기하학에 대한 작업을 한 공로 |
| 2012 | 알렉산더 메르쿠르예프        | 군의 본질적인 차원에 대한 업적을 남긴 공로 |
| 2015 | 페터 숄체                    | 델리그네의 무게 및 단일성 추측의 특수한 경우에 대한 해결책을 이끌어낸 퍼펙토이드에 대한 연구를 한 공로                                                                |
| 2018 | 로버트 구랄닉                | 표현 이론, 코호몰로지, 유한 준단순군의 부분군 구조에 관한 연구와 이러한 연구를 수학의 다른 분야에 광범위하게 응용을 한 공로                                           |
| 2021 | 쉬천양                       | K-안정 파노 다양체에 대한 모듈리의 대수적 이론을 개발하는 그룹을 이끌고 K-안정성을 사용하여 최소 모델 프로그램의 특이점에 대한 근본적으로 새로운 접근법을 제시한 공로 |
| 2024 | 제시카 핀첸                  | “길들여진 p-진 그룹의 유형”이라는 논문을 통해 p-진 그룹의 표현에 대한 이해를 변형시킨 업적을 남긴 공로                                                                |

## 콜 수론 상 수상자 목록
| 년도 | 수상자 이름          | 업적                                                                                          |
| 1931 | 해리 반다이버        | 페르마의 마지막 정리에 관한 여러 논문들을 발표한 공로                                         |
| 1941 | 클로드 슈발레        | “클래스 본체의 이론”이라는 논문을 발표한 공로                                                 |
| 1946 | 헨리 만              | “양의 정수 집합의 합의 밀도에 대한 기본 정리의 증명”이라는 논문을 발표한 공로                 |
| 1951 | 에르되시 팔          | 정수론에 관한 논문들을 발표한 공로                                                            |
| 1956 | 존 테이트            | “클래스 필드 이론의 고차원 코호몰로지 그룹”이라는 논문을 발표한 공로                          |
| 1962 | 이와사와 겐키치      | “대수적 수체의 감마 확장”이라는 논문을 발표한 공로                                            |
| 1962 | 버나드 드워크        | “대수적 다양체의 제타 함수의 합리성에 관하여”라는 논문을 발표한 공로                          |
| 1967 | 제임스 액스          | “부분 수체에 관한 디오판토스 문제”에 대한 3편의 공동 논문들을 발표한 공로                     |
| 1967 | 사이먼 B. 코헨       | “부분 수체에 관한 디오판토스 문제”에 대한 3편의 공동 논문들을 발표한 공로                     |
| 1972 | 볼프강 M. 슈미트     | 다양한 논문들을 발표한 공로                                                                   |
| 1977 | 시무라 고로          | 다양한 논문들을 발표한 공로                                                                   |
| 1982 | 로버트 랭글랜즈      | 자기형상, 아이젠슈타인 급수 및 곱 공식에 대한 선구적인 연구를 한 공로                         |
| 1982 | 베리 메이저          | 유한차수의 유리점에 관한 타원곡선 및 아벨 다양체에 관해 크게 기여한 공로                      |
| 1987 | 도리안 M. 골드펠드   | “허수 이차 수체에 대한 가우스의 등급 번호 문제”에 대한 논문을 발표한 공로                     |
| 1987 | 베네딕트 그로스      | “L-시리즈의 히그너 점과 파생” 논문을 발표한 공로                                              |
| 1987 | 돈 재기어            | “L-시리즈의 히그너 점과 파생” 논문을 발표한 공로                                              |
| 1992 | 칼 루빈              | 타원 곡선 및 이와사와 이론 분야에 기여한 공로                                                 |
| 1992 | 폴 보이타            | 디오판토스 문제에 관해 기여한 공로                                                            |
| 1997 | 앤드루 와일스        | 시무라-타니야마 추측과 페르마의 마지막 정리에 관해 기여한 공로                                |
| 2002 | 헨리크 이와니에츠    | 해석적 수론에 대한 근본적인 기여한 공로                                                       |
| 2002 | 리처드 테일러        | 대수수론의 뛰어난 발전에 기여한 공로                                                          |
| 2005 | 피터 사르낙          | 수론에 대한 근본적인 기여를 한 공로                                                           |
| 2008 | 만줄 바르가바        | 더 높은 구성 법칙을 고안한 공로                                                               |
| 2011 | 찬드라셰카르 카레    | 장 피에르 세르의 모듈성 추측에 대해 증명한 공로                                               |
| 2011 | 장 피에르 윈텐베르거 | 장 피에르 세르의 모듈성 추측에 대해 증명한 공로                                               |
| 2014 | 장이탕               | 소수 사이의 경계 갭에 관한 연구를 한 공로                                                     |
| 2014 | 다니엘 골드스톤      | 소수 사이의 작은 간격에 관한 연구를 한 공로                                                   |
| 2014 | 핀츠 야노스          | 소수 사이의 작은 간격에 관한 연구를 한 공로                                                   |
| 2014 | 잼 이을드름          | 소수 사이의 작은 간격에 관한 연구를 한 공로                                                   |
| 2017 | 헨리 다몬            | 타원 곡선과 모듈러 형식의 산술에 기여한 공로.                                                 |
| 2020 | 제임스 A. 메이너드   | “소수 사이의 작은 간격”과 “제한된 숫자의 소수” 라는 논문을 발표한 공로.                       |
| 2023 | 카이사 마토마키      | “짧은 간격의 곱셈 함수”라는 논문을 발표한 공로.                                               |
| 2023 | 막심 라지윌          | “짧은 간격의 곱셈 함수”라는 논문을 발표한 공로.                                               |
| 2023 | 제임스 뉴턴          | 랭글랜즈 추측의 대한 “정칙 모듈러 형식에 대한 대칭적 거듭제곱 함수성”라는 논문을 발표한 공로. |
| 2023 | 잭 손                | 랭글랜즈 추측의 대한 “정칙 모듈러 형식에 대한 대칭적 거듭제곱 함수성”라는 논문을 발표한 공로. |